# Mietek Grocher
Mietek Grocher, född 25 november 1926 i Warszawa, död 24 december 2017 i Stockholm, var en svensk förintelseöverlevare. 
Grocher var polsk jude. Han var 12 år när invasionen av Polen inleddes. Han kom att få en fristad i Sverige, senast i Stockholm men före dess i Köping och Västerås där han arbetade på Asea i många år. I hans bok Jag överlevde! får man följa honom från gettot i Warszawa till ett nytt liv i Sverige. I boken berättar han om livet i gettot, hur han internerades tillsammans med sin far och hur de följdes åt genom nio koncentrationsläger, bland annat Majdanek och Buchenwald.
Grocher reste runt i skolor i Sverige för att berätta om sina minnen av Förintelsen. Under 2009 höll han 147 föreläsningar.

## Priser och utmärkelser
- 2005: Civilkuragepriset[6]